# Gorica, Radovljica
Gorica je naselje v Občini Radovljica. 

## Zgodovina vasi
V vasi sta bila včasih dva plemiška dvora. Že leta 1336 se v vasi omenja dvorec, ki ga imata Hugo Toschawer in njegova žena Alhajta. Tega leta je ta dvorec kot zamenjava pripadel Wulfingu iz Podvina. 
Leta 1394 je bil v listini omenjen Janez iz Zgoše, ki je zapisal ženi Vendelini dvor na Gorici. 
Kmetje in služnosti v vasi so imeli širše sorodstvo viteškega rodu s Kamna.